# Grand Prix-wegrace van Zweden 1982
De Grand Prix-wegrace van Zweden 1982 was de tiende Grand Prix van het wereldkampioenschap wegrace-seizoen 1982. De races werden verreden op 7 en 8 augustus 1982 op de Scandinavian Raceway nabij Anderstorp (Jönköpings län).

## Algemeen
De Zweedse organisatie was ten opzichte van de editie van 1981 enorm verbeterd. Men was veel vriendelijker en bereidwilliger ten opzichte van de coureurs en teams en had zelfs het oude zwembad gevuld, geen overbodige luxe bij temperaturen van meer dan 30 °C. In Zweden werd de wereldtitel in de 125cc-klasse beslist, maar al vier dagen eerder, op woensdag 4 augustus, werd Franco Uncini wereldkampioen in de 500cc-klasse. Hij had tot dat moment nog twee - theoretische - concurrenten: Barry Sheene en Kenny Roberts. Sheene, Roberts en Middelburg waren tijdens de Britse Grand Prix ernstig geblesseerd geraakt. Sheene was voor maanden uitgeschakeld, maar Roberts onderging die woensdag een tweede operatie aan zijn pink en reisde daarna meteen af naar Californië.

## 500 cc
De avond voor de 500cc-race had het Gallina-team de wereldtitel van Franco Uncini al gevierd met een "Spaghettiparty". De favoriet voor de race was echter Freddie Spencer, die de snelste trainingstijd had. Spencer had echter al voor de start problemen, toen er op het laatste moment drie bougies en een accu vervangen werden. Het mocht niet baten: al na één ronde reed Spencer de pit in. Toen waren Loris Reggiani en Virginio Ferrari echter al uitgeschakeld door valpartijen. Randy Mamola had een ronde lang de leiding, maar werd gepasseerd door Takazumi Katayama. Verder zaten Marco Lucchinelli en Marc Fontan in de kopgroep. Uncini werkte zich naar voren en nam de leiding over om steeds verder weg te lopen. Lucchinelli viel uit en Mamola en Fontan vochten om de derde plaats, maar tien ronden voor het einde bleek het achtertandwiel van Uncini's Suzuki alle tanden kwijt te zijn en hij moest stoppen. Zo won Katayama ruim voor Mamola. De strijd om de derde plaats werd zeer nipt gewonnen door Graeme Crosby ten koste van Marc Fontan.

### Uitslag 500 cc
| Pos | Coureur             | Merk               | Tijd       | Grid     | Punten |
| --- | ------------------- | ------------------ | ---------- | -------- | ------ |
| 1   | Takazumi Katayama   | RSC-Honda          | 50"29'05   | 3        | 15     |
| 2   | Randy Mamola        | HB-Suzuki          | 50"36'97   | 6        | 12     |
| 3   | Graeme Crosby       | Marlboro-Yamaha    | 50"38'57   | 7        | 10     |
| 4   | Marc Fontan         | Sonauto-Yamaha     | 50"38'63   | 5        | 8      |
| 5   | Marco Lucchinelli   | RSC-Honda          | 50"58'72   | 4        | 6      |
| 6   | Kork Ballington     | Kawasaki           |            | 8        | 5      |
| 7   | Boet van Dulmen     | Ergon-Suzuki       |            | 11       | 4      |
| 8   | Philippe Coulon     | Suzuki             |            |          | 3      |
| 9   | Sergio Pellandini   | Suzuki             |            |          | 2      |
| 10  | Steve Parrish       | Suzuki             |            |          | 1      |
| 11  | Seppo Rossi         | Suzuki             |            |          |        |
| 12  | Michel Frutschi     | Sanvenero          |            |          |        |
| 13  | Wolfgang von Muralt | Suzuki             |            |          |        |
| 14  | Andreas Hofmann     | Suzuki             |            |          |        |
| 15  | Chris Guy           | Suzuki             |            |          |        |
| 16  | Peter Sjöström      | Suzuki             |            |          |        |
| 17  | Peter Skold         | Suzuki             |            |          |        |
| 18  | Benny Mortensen     | Suzuki             |            |          |        |
| 19  | Philippe Robinet    | Suzuki             |            |          |        |
| 20  | Kjeld Sorensen      | Suzuki             |            |          |        |
| 21  | Esko Kuparinen      | Suzuki             |            |          |        |
| 22  | Cai Hedström        | Suzuki             |            |          |        |
| 23  | Pauli Freudenlund   | Suzuki             |            |          |        |
| 24  | Risto Korhonen      | Suzuki             |            |          |        |
| DNF | Freddie Spencer     | RSC-Honda          | Ontsteking | 1        |        |
| DNF | Franco Uncini       | Gallina-Suzuki     | Achterwiel | 2        |        |
| DNF | Loris Reggiani      | Gallina-Suzuki     | Val        | 9        |        |
| DNF | Virginio Ferrari    | HB-Suzuki          | Val        | 10       |        |
| DNF | Guido Paci          | Yamaha             |            |          |        |
| DNF | Graziano Rossi      | Marlboro-Yamaha    | Val        |          |        |
| DNF | Guy Bertin          | Sanvenero          |            |          |        |
| DNF | Borge Nielsen       | Suzuki             |            |          |        |
| DNQ | Jack Middelburg     | HB-Suzuki          | Blessure   | Blessure |        |
| DNQ | Barry Sheene        | John Player-Yamaha | Blessure   | Blessure |        |
| DNQ | Kenny Roberts       | Yamaha             | Blessure   | Blessure |        |
| DNQ | Steve Williams      | Suzuki             |            |          |        |

### Top tien WK-tussenstand 500 cc
| Pos. | Coureur                        | Motorfiets         | Ptn. |
| ---- | ------------------------------ | ------------------ | ---- |
| 1    | Franco Uncini (Wereldkampioen) | Gallina-Suzuki     | 103  |
| 2    | Kenny Roberts                  | Yamaha             | 68   |
| 2    | Barry Sheene                   | John Player-Yamaha | 68   |
| 4    | Graeme Crosby                  | Marlboro-Yamaha    | 66   |
| 5    | Freddie Spencer                | RSC-Honda          | 57   |
| 6    | Takazumi Katayama              | RSC-Honda          | 40   |
| 7    | Randy Mamola                   | Suzuki             | 38   |
| 8    | Marco Lucchinelli              | RSC-Honda          | 32   |
| 9    | Kork Ballington                | Kawasaki           | 27   |
| 10   | Marc Fontan                    | Sonauto-Yamaha     | 24   |

## 250 cc
De 250cc-race werd al op zaterdag 7 augustus gereden. Christian Estrosi, die poleposition had, nam meteen de leiding, gevolgd door Freymond, Espié, Lavado, Wimmer, Baldé, Mang, Guignabodet, Sarron en Ferretti. Na één ronde nam Freymond de leiding over, gevolgd door Lavado, die echter door een gebroken schakelpedaal uitviel. Freymond liep weg van de groep Mang, Baldé en Estrosi. WK-leider Jean-Louis Tournadre was slecht gestart en bezig aan een inhaalrace, die hem de vierde plaats opleverde. Voor Freymond was het zijn eerste WK-overwinning, die hij volgens tuner Jörg Möller deels te danken had aan het feit dat hij van Dunlop was overgestapt op Michelin-banden. 

### Uitslag 250 cc
| Pos | Coureur                | Merk              | Tijd          | Grid | Punten |
| --- | ---------------------- | ----------------- | ------------- | ---- | ------ |
| 1   | Roland Freymond        | MBA               | 43"25'72      | 2    | 15     |
| 2   | Toni Mang              | Kawasaki          | 43"28'74      |      | 12     |
| 3   | Jean-François Baldé    | Kawasaki          | 43"30'08      | 3    | 10     |
| 4   | Jean-Louis Tournadre   | Yamaha            | 43"36'44      | 9    | 8      |
| 5   | Christian Estrosi      | Pernod            | 43"38'05      | 1    | 6      |
| 6   | Martin Wimmer          | Spondon-Yamaha    |               | 4    | 5      |
| 7   | Jacques Cornu          | Yamaha            |               | 10   | 4      |
| 8   | Richard Schlachter     | Yamaha            |               |      | 3      |
| 9   | Thierry Espié          | Pernod            |               |      | 2      |
| 10  | Donnie Robinson        | Spondon-Yamaha    |               |      | 1      |
| 11  | Jacques Bolle          | Yamaha            |               | 7    |        |
| 12  | Etienne Geeraerd       | Armstrong         |               |      |        |
| 13  | Bruno Luscher          | Yamaha            |               |      |        |
| 14  | Siegfried Minich       | Rotax             |               |      |        |
| 15  | Jean-Marc Toffolo      | Rotax             |               |      |        |
| 16  | Jeffrey Sayle          | Armstrong         |               |      |        |
| 17  | Tony Head              | Armstrong         |               |      |        |
| 18  | Eero Hyvärinen         | Yamaha            |               |      |        |
| 19  | Leif Nielsen           | Rotax             |               |      |        |
| 20  | Bent Elgh              | Yamaha            |               |      |        |
| 21  | Karl-Thomas Grässel    | Yamaha            |               |      |        |
| 22  | Massimo Matteoni       | Yamaha            |               |      |        |
| 23  | Per Jansson            | Yamaha            |               |      |        |
| 24  | Stefan Klabacher       | Rotax             |               |      |        |
| 25  | Michel Simeon          | Yamaha            |               |      |        |
| DNF | Carlos Lavado          | Yamaha            | Schakelpedaal | 6    |        |
| DNF | Paolo Ferretti         | MBA               | Val           |      |        |
| DNF | Jean-Louis Guignabodet | Kawasaki          |               | 8    |        |
| DNF | Christian Sarron       | Yamaha            |               | 5    |        |
| DNF | Patrick Fernandez      | Bimota-Bartol     |               |      |        |
| DNF | Sito Pons              | Kobas-Rotax       |               |      |        |
| DNF | Jean-Michel Mattioli   | Yamaha            |               |      |        |
| DNF | Gabriel Grabia         | Yamaha            |               |      |        |
| DNF | Pierre Bolle           | Yamaha            |               |      |        |
| DNF | Maurizio Vitali        | MBA               |               |      |        |
| DNQ | Didier de Radiguès     | Chevallier-Yamaha | Blessure      |      |        |
| DNS | Mar Schouten           | MBA               | Blessure      | 26   |        |

### Top tien WK-tussenstand 250 cc
| Pos. | Coureur                | Motorfiets        | Ptn. |
| ---- | ---------------------- | ----------------- | ---- |
| 1    | Jean-Louis Tournadre   | Yamaha            | 82   |
| 2    | Toni Mang              | Kawasaki          | 79   |
| 3    | Roland Freymond        | MBA               | 54   |
| 4    | Martin Wimmer          | Spondon-Yamaha    | 30   |
| 5    | Jeffrey Sayle          | Armstrong         | 27   |
| 6    | Didier de Radiguès     | Chevallier-Yamaha | 26   |
| 6    | Jean-Louis Guignabodet | Kawasaki          | 26   |
| 8    | Paolo Ferretti         | MBA               | 22   |
| 8    | Jean-François Baldé    | Kawasaki          | 22   |
| 10   | Carlos Lavado          | Yamaha            | 18   |

## 125 cc
Het Sanvenero-team stond er na de kwalificatietraining goed voor met Ricardo Tormo en Pier Paolo Bianchi op de eerste twee startplaatsen. Ángel Nieto stond zevende met twee seconden achterstand, maar wist dat hij slechts één punt nodig had om de wereldtitel veilig te stellen. Er zou echter geen Sanvenero in de punten komen. In de tweede ronde viel semi-fabrieksrijder Olivier Liégeois, in de vierde ronde Ricardo Tormo (door een vastloper) en in de negende ronde Pier Paolo Bianchi terwijl hij ruim op kop lag. Zo kwam de leiding vanzelf in handen van Iván Palazzese, die ze niet meer uit handen zou geven, hoewel Eugenio Lazzarini nog erg dichtbij kwam. Lazzarini had een groot probleem: de moer van zijn achtervorkas was met schroefdraad en al verdwenen. Omdat de as tegen de stroomlijnkuip kwam bleef hij zitten en dat was maar goed ook, want die as hield ook de motor op zijn plaats. Het geheel werd er wel onstabiel door, maar Lazzarini wist na een tijdje zijn rijstijl aan het probleem aan te passen en zelfs de snelste ronde te rijden.

### Uitslag 125 cc
| Pos | Coureur              | Merk        | Tijd     | Grid | Punten |
| --- | -------------------- | ----------- | -------- | ---- | ------ |
| 1   | Iván Palazzese       | MBA         | 42"01'41 | 6    | 15     |
| 2   | Eugenio Lazzarini    | Garelli     | 42"01'59 | 3    | 12     |
| 3   | August Auinger       | MBA         | 42"32'90 | 5    | 10     |
| 4   | Maurizio Vitali      | MBA         | 42"32'77 | 10   | 8      |
| 5   | Jean-Claude Selini   | MBA         | 42"47'72 | 9    | 6      |
| 6   | Ángel Nieto          | Garelli     |          | 7    | 5      |
| 7   | Bruno Kneubühler     | MBA         |          |      | 4      |
| 8   | Domenico Brigaglia   | MBA         |          |      | 3      |
| 9   | Johnny Wickström     | MBA         |          |      | 2      |
| 10  | Jikka Jaakkola       | MBA         |          |      | 1      |
| 14  | Anton Straver        | MBA         |          | 17   |        |
| 18  | Theo Timmer          | MBA         |          | 27   |        |
| DNF | Olivier Liégeois     | Sanvenero   | Val      |      |        |
| DNF | Ricardo Tormo        | Sanvenero   | Val      | 1    |        |
| DNF | Pier Paolo Bianchi   | Sanvenero   | Val      | 2    |        |
| DNF | Hans Müller          | MBA         |          | 4    |        |
| DNF | Stefan Dörflinger    | Krauser-MBA | Val      |      |        |
| DNF | Henk van Kessel      | MBA         |          | 36   |        |
| DNF | Pierluigi Aldrovandi | MBA         | Val      | 8    |        |

### Top tien WK-tussenstand 125 cc
| Pos. | Coureur                      | Motorfiets | Ptn. |
| ---- | ---------------------------- | ---------- | ---- |
| 1    | Ángel Nieto (Wereldkampioen) | Garelli    | 111  |
| 2    | Eugenio Lazzarini            | Garelli    | 74   |
| 3    | Pier Paolo Bianchi           | Sanvenero  | 59   |
| 4    | Ricardo Tormo                | Sanvenero  | 48   |
| 4    | Iván Palazzese               | MBA        | 48   |
| 6    | Pierluigi Aldrovandi         | MBA        | 44   |
| 7    | Hans Müller                  | MBA        | 41   |
| 8    | August Auinger               | Bartol-MBA | 38   |
| 9    | Jean-Claude Selini           | MBA        | 35   |
| 10   | Hugo Vignetti                | Sanvenero  | 26   |

## Zijspannen
Er was weinig spanning in de zijspanrace, want Rolf Biland/Kurt Waltisperg namen meteen de leiding en begonnen weg te lopen van Werner Schwärzel/Andreas Huber, die op hun beurt ook niet bedreigd werden. Jock Taylor/Benga Johansson werden derde, omdat voor hen de combinaties Alain Michel/Michael Burkhardt en Masato Kumano/Kunio Takeshima uitvielen. 

### Uitslag zijspannen
| Pos | Coureur          | Bakkenist          | Merk                  | Tijd       | Grid | Punten |
| --- | ---------------- | ------------------ | --------------------- | ---------- | ---- | ------ |
| 1   | Rolf Biland      | Kurt Waltisperg    | Krauser-LCR-Yamaha    | 40"06'85   | 1    | 15     |
| 2   | Werner Schwärzel | Andreas Huber      | Krauser-Seymaz-Yamaha | 40"39'64   | 2    | 12     |
| 3   | Jock Taylor      | Benga Johansson    | Fowler-Windle-Yamaha  | 41"22'55   | 5    | 10     |
| 4   | Derek Jones      | Brian Ayres        | LCR-Yamaha            | 41"41'33   | 7    | 8      |
| 5   | Gérald Corbaz    | Yvan Hunziker      | Seymaz-Yamaha         | 41"52'09   | 10   | 6      |
| 6   | Patrick Thomas   | Horst Juhant       | Seymaz-Yamaha         |            | 8    | 5      |
| 7   | Trevor Ireson    | Donnie Williams    | Ireson-Yamaha         |            |      | 4      |
| 8   | Dennis Bingham   | Julia Bingham      | Yamaha                |            |      | 3      |
| 9   | Kurt Jelonek     | Gerhard Wagner     | Yamaha                |            |      | 2      |
| 10  | Hein van Drie    | Carlo Sonaglia     | LCR-Yamaha            |            | 17   | 1      |
| 11  | Egbert Streuer   | Bernard Schnieders | LCR-Yamaha            |            | 4    |        |
| DNF | Alain Michel     | Michael Burkhardt  | Krauser-Seymaz-Yamaha | Ontsteking | 3    |        |
| DNF | Masato Kumano    | Kunio Takeshima    | LCR-Yamaha            |            | 6    |        |

### Top tien WK-tussenstand zijspanklasse
| Pos. | Coureur          | Bakkenist                     | Motorfiets            | Ptn. |
| ---- | ---------------- | ----------------------------- | --------------------- | ---- |
| 1    | Rolf Biland      | Kurt Waltisperg               | Krauser-LCR-Yamaha    | 60   |
| 2    | Werner Schwärzel | Andreas Huber                 | Krauser-Seymaz-Yamaha | 52   |
| 3    | Egbert Streuer   | Bernard Schnieders            | LCR-Yamaha            | 33   |
| 3    | Jock Taylor      | Benga Johansson               | Fowler-Windle-Yamaha  | 33   |
| 5    | Alain Michel     | Michael Burkhardt             | Krauser-Seymaz-Yamaha | 24   |
| 6    | Steve Abbott     | Shaun Smith                   | Yamaha                | 16   |
| 7    | Patrick Thomas   | Jean-Marc Fresc/ Horst Juhant | Seymaz-Yamaha         | 15   |
| 8    | Dennis Bingham   | Julia Bingham                 | Yamaha                | 14   |
| 9    | Gérald Corbaz    | Yvan Hunziker                 | Seymaz-Yamaha         | 10   |
| 10   | Derek Jones      | Brian Ayres                   | LCR-Yamaha            | 9    |

## Trivia

### Graeme Crosby
Graeme Crosby had nog erg veel pijn aan zijn handen, waarvan de palmen waren ontveld bij een val in Silverstone. Zijn doorzettingsvermogen werd echter beloond, want door zijn derde plaats naderde hij Barry Sheene en Kenny Roberts - beiden geblesseerd - tot op twee punten in de totaalstand en kreeg hij veel zicht op de tweede plaats. 
1930 · 1931 · 1932 · 1933 · 1934 · 1935 · 1936 · 1937 · 1939 · 1949 · 1950 · 1951 · 1952 · 1953 · 1954 · 1955 · 1956 · 1957 · 1958 · 1959 · 1961 · 1970 · 1971 · 1972 · 1973 · 1974 · 1975 · 1976 · 1977 · 1978 · 1979 · 1981 · 1982 · 1983 · 1984 · 1985 · 1986 · 1987 · 1988 · 1989 · 1990